# Godai Garcia
Godai Garcia, nom artístic de Galdric Plana Masoliver, (5 de maig de 1986) és un humorista català.
Ha aparegut diverses vegades al programa FAQS (Preguntes Freqüents) de TV3 fent monòlegs, i és col·laborador del programa Versió RAC1, dirigit per Toni Clapés, a RAC 1. L'estiu del 2020 va fer una secció d'humor juntament amb Marc Sarrats al programa El món a RAC1, anomenada Consulta no vinculant. També va ser col·laborador del diari digital de cultura Núvol, amb una secció anomenada Cròniques de sotaboix.
Actua fent monòlegs habitualment i a vegades actua amb Els homes que parlen sols, juntament amb Guillem Ramisa. Forma part, també, del programa de ràdio Això fred no val res, un programa d'humor i tertúlia de Ràdio Roda.